# Нью-Кембрія (Канзас)
Нью-Кембрія (англ. New Cambria) — місто (англ. city) в США, в окрузі Салін штату Канзас. Населення — 106 осіб (2020).

## Географія
Нью-Кембрія розташований за координатами 38°52′44″ пн. ш. 97°30′24″ зх. д. / 38.87889° пн. ш. 97.50667° зх. д. (38.878790, -97.506667).  За даними Бюро перепису населення США в 2010 році місто мало площу 0,56 км², уся площа — суходіл. В 2017 році площа становила 0,46 км², уся площа — суходіл.

## Демографія
Згідно з переписом 2010 року, у місті мешкало 126 осіб у 56 домогосподарствах у складі 37 родин. Густота населення становила 227 осіб/км².  Було 70 помешкань (126/км²).
Расовий склад населення:
| - 96,8 % — білих - 0,8 % — корінних американців |

До двох чи більше рас належало 2,4 %. Частка іспаномовних становила 0,8 % від усіх жителів.
За віковим діапазоном населення розподілялося таким чином: 17,5 % — особи молодші 18 років, 63,5 % — особи у віці 18—64 років, 19,0 % — особи у віці 65 років та старші. Медіана віку мешканця становила 46,0 року. На 100 осіб жіночої статі у місті припадало 106,6 чоловіків;  на 100 жінок у віці від 18 років та старших — 126,1 чоловіків також старших 18 років.
Середній дохід на одне домашнє господарство  становив 56 331 долар США (медіана — 55 625), а середній дохід на одну сім'ю — 62 568 доларів (медіана — 69 000). За межею бідності перебувало 11,7 % осіб, у тому числі 14,7 % дітей у віці до 18 років та 15,8 % осіб у віці 65 років та старших.
Цивільне працевлаштоване населення становило 78 осіб. Основні галузі зайнятості: роздрібна торгівля — 34,6 %, виробництво — 19,2 %, транспорт — 12,8 %, науковці, спеціалісти, менеджери — 10,3 %.